# Халифакс
Вижте пояснителната страница за други значения на Халифакс.
Халифакс е град в Канада, столица на провинцията Нова Скотия.
През 1995 г. градът и множество съседни градчета и други селища от агломерацията са обединени в Регионална община Халифакс (на английски: Halifax Regional Municipality), РОХ (HRM).

## География
HRM заема площ от 5557 км² (10% от територията на Нова Скотия) и се простира на 165 км от изток на запад. Централната градска част е разположена по крайбрежието на залива Халифакс, на брега на Атлантическия океан. Населението на РМХ е 403 390 души (по данни от 2016 г.)

## История
На 6 декември 1917 г. Халифакс е сринат почти изцяло вследствие от взрив, предизвикан от катастрофа между 2 кораба. На борда на френския плавателен съд има 200 тона тринитротолуол, 2300 тона пикринова киселина и 35 тона силнозапалителен бензол в железни варели, взривове и оръжия, предназначени за използване през Първата световна война.
Градът е домакин на Световното първенство по хокей през 2008 г.

## Икономика
Най-големият работодател в района са Канадските въоръжени сили (голяма военновъздушна база) и Пристанището на Халифакс. Развити са също така риболовната индустрия, добивът и обработката на дървесина, добивът на природен газ.

## Побратимени градове
- Хакодате Япония (от 1982)
- Кампече Мексико (от 1999)
- Ливърпул Великобритания (от 2000)
- Норфолк, САЩ (от 2006)